# Alexandr Rjazancev (fotbalista)
Alexandr Alexandrovič Rjazancev (rusky Александр Александрович Рязанцев; * 5. září 1986, Moskva, RSFSR, Sovětský svaz) je ruský fotbalový záložník a reprezentant, který hraje za klub Zenit Petrohrad.

## Klubová kariéra
Rjazancev je odchovancem ruského celku FK Moskva. V roce 2006 přestoupil do Rubinu Kazaň, s nímž vyhrál ruský fotbalový pohár, ruskou nejvyšší ligu i ruský Superpohár.

V lednu 2014 posílil Zenit Petrohrad.

## Reprezentační kariéra
V A-mužstvu Ruska debutoval 7. 6. 2011 v přátelském utkání ve Wals-Siezenheimu proti týmu Kamerunu (remíza 0:0).